# Olea woodiana
Olea woodiana là một loài thực vật châu Phi nằm trong họ Ô liu (Oleaceae).

## Mô tả

### Kích thước
Olea woodiana là loài cây có kích thước từ trung bình cho đến cao.

### Quả
Loài này ra quả vào cuối mùa hè.. Quả có hình bầu dục, khi chín màu tím đen, là thức ăn cho các loài chim.

## Phân loài
Loài này có hai phân loài sau được công nhận:
- Olea woodiana subsp. disjuncta – Kenya, Tanzania
- Olea woodiana subsp. woodiana – Eswatini, Nam Phi

## Phân bố
Loài cây này mọc ở trong các khu rừng đồi thấp từ Kenya, Tanzania, Eswatini, và Nam Phi.